# يلينا شانكوفيتش
يلينا شانكوفيتش (الصربية السيريلية: Јелена Чанковић ؛ من مواليد 13 أغسطس 1995) لاعبة كرة قدم صربية محترفة تلعب كلاعبة خط وسط لنادي تشيلسي للسيدات، ومنتخب صربيا لكرة القدم للسيدات، لعبت سابقًا لفريق إف سي روزينجارد السويدي في قسم داملسفينسكان.